# Science fiction

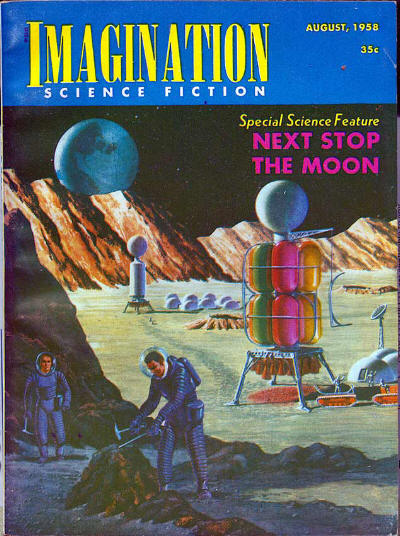
Americký sci-fi magazín (1958)

Vědeckofantastický žánr nebo též sci-fi a SF (zkratky anglického science fiction) je umělecký žánr (především literární, filmový, herní či výtvarný), vymezený výskytem spekulativních technologií a přírodních jevů anebo dosud neznámých forem života v díle. Děj sci-fi je často zasazen do vesmíru, budoucnosti či alternativní historie.
Sci-fi je žánr blízký fantasy, kde je ale místo technologií hlavní rekvizitou většinou magie a fyzická síla (tzv. příběhy „meče a magie“). Oba žánry se ovlivňují a částečně prorůstají; jedním z takových průniků jsou například díla žánru science fantasy.

## Historie

### Zakladatelé sci-fi
Kořeny fantaskního žánru sahají k eposu o Gilgamešovi a popisu ideálního státu v Platónově Ústavě. Řada českých fanoušků za fantaskní dílo považuje Komenského Labyrint světa a ráj srdce.
Za zakladatele žánru bývají považováni Jules Verne, pokud jde o technickou sci-fi, a Herbert George Wells, který se věnoval spíše vlivu technologií na člověka. H. G. Wells ve svém díle nastolil mnoho témat, z nichž vychází i současná sci-fi (například kontakt s mimozemskými civilizacemi, cesty časem, biotechnologie atp.). Výraz science fiction poprvé použil v roce 1851 anglický básník a publicista William Wilson (1826–1886).

### Česká sci-fi
Základ české sci-fi položil na sklonku 19. století Karel Pleskač v románu Život na Měsíci (Bellmann, 1881). Také lze uvést díla Jakuba Arbese Svatý Xaverius (1873) a Newtonův mozek (1877). Následoval je Svatopluk Čech s dvojicí románů Pravý výlet pana Broučka do Měsíce (1887) a Nový epochální výlet pana Broučka, tentokráte do XV. století (1888). Prvním výrazně technickým (a taktéž spekulativním) sci-fi příběhem je anonymní, neprávem zapomenutý román Na novém světě, který poprvé vyšel v roce 1905 na pokračování v brněnském časopisu Červánky. Vliv na vývoj české i světové sci-fi měla díla Karla Čapka R.U.R., Válka s Mloky, Krakatit.

### Moderní sci-fi
Za skutečný základ sci-fi lze považovat až americký časopis Astounding Stories (Ohromující příběhy), založený roku 1930, který sehrál klíčovou roli při rozvoji sci-fi. Koncem 30. let převzal jeho řízení John Wood Campbell, který jej přeměnil na Astounding Science Fiction. Tento americký spisovatel přeměnil nejen ráz časopisu, ale ovlivnil i vývoj celého sci-fi. Položil důraz nejen na zajímavý příběh, ale i na využití vědy a techniky. Campbell byl přesvědčen o velké budoucnosti lidstva, tímto svým přístupem ovlivnil celou řadu dalších autorů.
V roce 1963 přišla BBC s novým pořadem pro mládež. Jeho název byl Doctor Who. Z tohoto fenoménu se stal nejdéle vysílaný sci-fi seriál.

## Významní autoři
- Jules Verne
- Isaac Asimov
- Ray Bradbury
- Arthur C. Clarke
- Philip K. Dick
- Robert A. Heinlein
- Frank Herbert
- Stanisław Lem
- Ludvík Souček
- Arkadij a Boris Strugačtí
- David Brin
- Karel Čapek

V oblasti výtvarné (ilustrační):
- Josef Čapek
- Teodor Rotrekl

## Subžánry
- Alternativní historie
- Antiutopie
- Apokalyptická a postapokalyptická sci-fi
- Dieselpunk[zdroj?]
- Hard science fiction
- HFY[zdroj?]
- Kyberpunk
- Military science fiction
- Science fantasy
- Soft science fiction
- Space opera
- Steampunk
- Technothriller[zdroj?]
- Utopie